# Condylocardia bravensis
Condylocardia bravensis is een tweekleppigensoort uit de familie van de Condylocardiidae. De wetenschappelijke naam van de soort is voor het eerst geldig gepubliceerd in 1990 door Salas & Rolan.